# Ommatius neofimbriatus
Ommatius neofimbriatus là một loài ruồi trong họ Asilidae. Ommatius neofimbriatus được Martin miêu tả năm 1964. Loài này phân bố ở vùng nhiệt đới châu Phi.